# Rudolf Katzer
Richard Katzer o Rudolf Katzer   (Praga, 22 d'octubre de 1888 - segle XX) va ser un ciclista alemany, que va competir a començaments del segle XX.
El 1908 va prendre part en els Jocs Olímpics de Londres, on va guanyar la medalla de plata en la prova de persecució per equips. Formà equip amb Karl Neumer, Max Götze i Hermann Martens. També va prendre part en la cursa de les 660 iardes, dels 5000 metres i dels 20 km, però fou eliminat en la primera ronda. En la cursa dels 100 km no finalitzà la cursa.